# FA-cupfinalen 1972
FA-cupfinalen 1972 spelades den 6 maj 1972 på Wembley Stadium. Det var 100-årsjubileum (men bara den 91:a finalen på grund av världskrigen) och den 44:e finalen att spelas på Wembley. Den spelades mellan de regerande FA-cupmästarna Arsenal, som hade vunnit "dubbeln", det vill säga både ligan och cupen, säsongen innan, och Leeds United, som hade vunnit mässcupen och kommit tvåa i ligan året innan. Leeds hade, trots två tidigare finaler, aldrig tidigare vunnit FA-cupen men hade haft en bra säsong, låg tvåa i ligan och var favoriter. De hade dessutom ett utmärkt läge att vinna dubbeln, som de skulle vinna ifall de undgick förlust i sin sista ligamatchen att spelas två dagar efter finalen (en match de dock förlorade).

Arsenal planerade att göra detta till sitt tredje decennium som cupvinnare och att vinna cupen för andra året i rad – något som enbart två klubbar hade lyckats med innan (Newcastle 1952 och Tottenham 1962). Finalen blev också ursprunget till Leeds sång "Leeds! Leeds! Leeds!" (allmänt känd som "Marching On Together") som blivit lagets signaturmelodi och spelas än idag på Leeds samtliga hemmamatcher.

## Matchsummering
Leeds var det bättre laget igenom hela matchen. Deras fyrbackslinje hade inga problem att tygla Arsenals anfall och hitta motvapen till Arsenals anfallare George och Radford. Detta var raka motsatsen till Leeds anfallare Clarke  och Jones, som kontinuerligt skapade problem för Arsenals försvar. Det var en Jones-Clarke-kombination som ledde till målet i 53:e matchminuten. Jones tog sig ner till kortlinjen till höger i straffområdet och slog ett hårt inlägg i axelhöjd, snett inåt och bakåt, som "The Sniffer" Clarke nickade hårt i mål till vänster om målvakten Barnett från cirka 12 meter.
Matchen spelades inte alltid på högsta nivå och den hade börjat illa när Clarke fällde Ball inom matchens inledande 5 sekunder och den första varningen (av fyra) blev utdelad redan i andra matchminuten då McNab fällde Lorimer. Inget av lagen kom upp i sin normala standard, men trots det hade båda sina möjligheter. George sköt en hård volley i ribban och ut för Arsenal, och både Clarke och Lorimer träffade trävirket för Leeds.
Leeds glädje över segern grumlades något i och med en skada som Jones ådrog sig i sista minuten då hans axeln gick ur led vid ett fall. Han fick hjälpas upp för trapporna av Norman Hunter då han skulle mottaga sin vinnarmedalj.

## Matchfakta
|           | 6 maj 1972 | Leeds United | 1 – 0             | Arsenal | Wembley Stadium, London             |                                     |
| 16:00 CET | 16:00 CET  | Clarke 53′   | (0 – 0) (Rapport) |         | Publik: 100 000 Domare: David Smith | Publik: 100 000 Domare: David Smith |
| 16:00 CET | 16:00 CET  |              |                   |         | Publik: 100 000 Domare: David Smith | Publik: 100 000 Domare: David Smith |
| 16:00 CET | 16:00 CET  |              |                   |         | Publik: 100 000 Domare: David Smith | Publik: 100 000 Domare: David Smith |

| Leeds United | Arsenal |

| LEEDS UNITED: |    |                  |
|               |    |                  |
| MV            | 1  | David Harvey     |
| HB            | 2  | Paul Reaney      |
| VB            | 3  | Paul Madeley     |
| MF            | 4  | Billy Bremner    |
| CH            | 5  | Jackie Charlton  |
| CH            | 6  | Norman Hunter    |
| HY            | 7  | Peter Lorimer    |
| FW            | 8  | Allan Clarke 53′ |
| FW            | 9  | Mick Jones       |
| MF            | 10 | John Giles       |
| VY            | 11 | Eddie Gray       |
| Avbytare:     |    |                  |
| MF            | 12 | Mick Bates       |
| Manager:      |    |                  |
| Don Revie     |    |                  |

| ARSENAL:   |    |                  |     |
|            |    |                  |     |
| MV         | 1  | Geoff Barnett    |     |
| HB         | 2  | Pat Rice         |     |
| VB         | 3  | Bob McNab        |     |
| MF         | 4  | Peter Storey     |     |
| CH         | 5  | Frank McLintock  |     |
| CH         | 6  | Peter Simpson    |     |
| Y          | 7  | George Armstrong |     |
| MF         | 8  | Alan Ball        |     |
| FW         | 9  | Charlie George   |     |
| FW         | 10 | John Radford     | 73′ |
| MF         | 11 | George Graham    |     |
| Avbytare:  |    |                  |     |
| FW         | 12 | Ray Kennedy      | 73′ |
| Manager:   |    |                  |     |
| Bertie Mee |    |                  |     |

| MATCHREGLER - 90 minuters speltid. - 30 minuters extratid (om oavgjort vi full tid). - Omspel om det fortfarande är oavgjort efter extratiden. - En namngiven avbytare. |

## Vägen till Wembley

### Leeds United
| 3:e omgången 15 jan 1972 | Leeds United                | 4 - 1      | Bristol Rovers | Leeds                             |  |  |
| 15:00 BST                | Giles x′, x′ Lorimer x′, x′ | [ Rapport] |                | Arena: Elland Road Publik: 33 565 |  |  |
|                          |                             |            |                |                                   |  |  |

| 4:e omgången 5 feb 1972 | Liverpool | 0 - 0     | Leeds United | Liverpool                     |  |  |
| 20:00 GMT               |           | [Rapport] |              | Arena: Anfield Publik: 56 300 |  |  |
|                         |           |           |              |                               |  |  |

| 4:e omgången, omspel 9 feb 1972 | Leeds United        | 2 - 0      | Liverpool | Leeds                             |  |  |
| 20:00 GMT                       | Allan Clarke x′, x′ | [ Rapport] |           | Arena: Elland Road Publik: 45 821 |  |  |
|                                 |                     |            |           |                                   |  |  |

| 5:e omgången 26 feb 1972 | Cardiff City | 0 - 2      | Leeds United | Cardiff                           |  |  |
| 15:00                    |              | [ Rapport] | Giles x′, x′ | Arena: Ninian Park Publik: 50 000 |  |  |
|                          |              |            |              |                                   |  |  |

| 6:e omgången 18 mar 1972 | Leeds United                 | 2 - 1      | Spurs | Leeds                             |  |  |
| 15:00 BST                | Allan Clarke x′ Charlton 29′ | [ Rapport] |       | Arena: Elland Road Publik: 43 937 |  |  |
|                          |                              |            |       |                                   |  |  |

| semifinal 15 apr 1972 | Leeds United            | 3 - 0      | Birmingham City | Sheffield                                  |  |  |
| 15:00 BST             | Jones x′, x′ Lorimer x′ | [ Rapport] |                 | Arena: Hillsborough Stadium Publik: 55 000 |  |  |
|                       |                         |            |                 |                                            |  |  |

### Arsenal
Hemmalaget anges först 
Omgång 3: Swindon Town 0–2 Arsenal
Omgång 4: Reading 1 –2 Arsenal
Omgång 5: Derby County 2–2 Arsenal
Omspel: Arsenal 0–0 Derby County
2nd Replay: Arsenal 1–0 Derby County (på Filbert Street, Leicester)
Omgång 6: Leyton Orient 0–1 Arsenal
Semifinal: Stoke City 1–1 Arsenal 
(på Villa Park, Birmingham)
Omspel: Arsenal 2–1 Stoke City
(på Goodison Park, Everton)